# Montfort Communauté
Montfort Communauté (anciennement Communauté de communes du Pays de Montfort) est une intercommunalité française, située dans le département d'Ille-et-Vilaine et la région Bretagne.
Elle appartient au Pays de Brocéliande.

## Histoire
La Communauté de communes du Pays de Montfort a été créée par arrêté préfectoral le 14 décembre 1992 et regroupait huit des douze communes du canton de Montfort-sur-Meu dans sa composition antérieure au redécoupage cantonal de 2014. Elle a succédé au SIVOM du canton de Montfort-sur-Meu fondé en 1976.
En 2006, la communauté de communes installe son siège dans les locaux de l'ancienne sous-préfecture et change de dénomination pour devenir Montfort Communauté.

## Territoire communautaire

### Géographie
Située dans l'ouest du département d'Ille-et-Vilaine, à 25 km de Rennes, l'intercommunalité Montfort Communauté regroupe 8 communes et s'étend sur 194,4 km2.

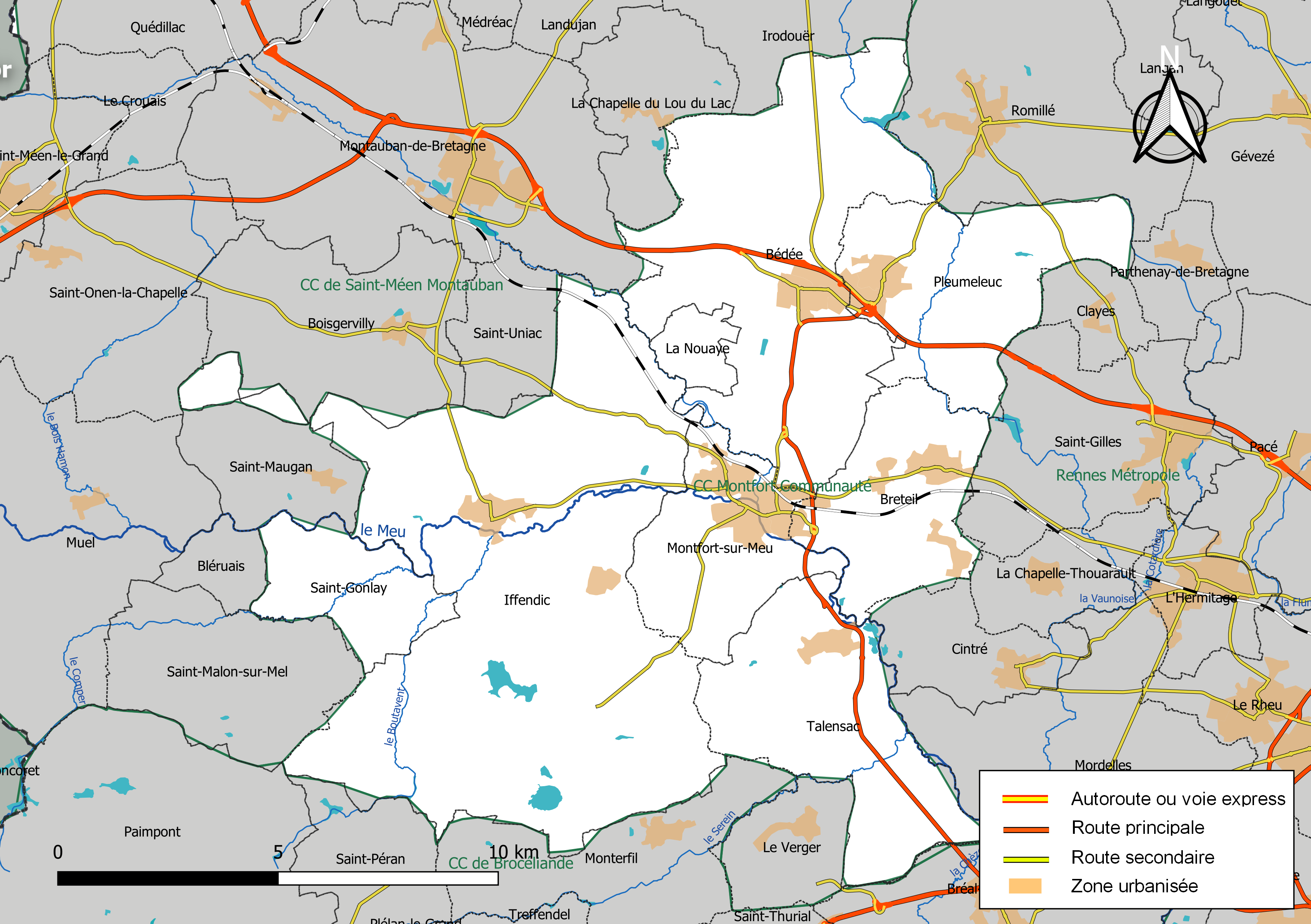
Carte de l'intercommunalité contfort Communauté au 1er janvier 2019.

### Composition

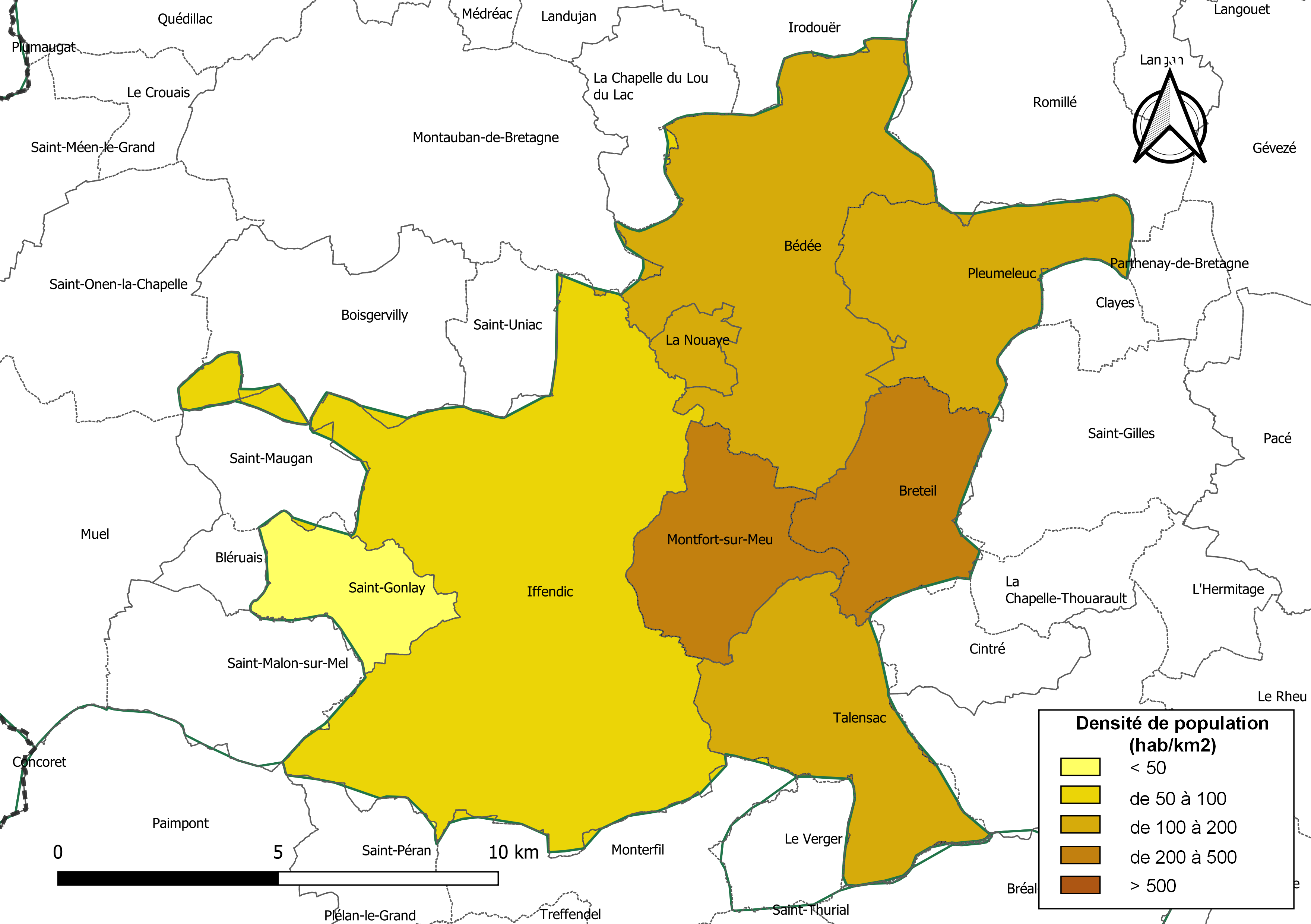
Carte des densités de population (millésimée 2016) des communes de l'intercommunalité Montfort Communauté. Composition en communes au 1er janvier 2019.

La communauté de communes est composée des 8 communes suivantes :

| Nom                      | Code Insee | Gentilé       | Superficie (km2) | Population (dernière pop. légale) | Densité (hab./km2) |
| ------------------------ | ---------- | ------------- | ---------------- | --------------------------------- | ------------------ |
| Montfort-sur-Meu (siège) | 35188      | Montfortais   | 14,02            | 6 767 (2022)                      | 483                |
| Bédée                    | 35023      | Bédéens       | 38,95            | 4 571 (2022)                      | 117                |
| Breteil                  | 35040      | Breteillais   | 14,7             | 3 678 (2022)                      | 250                |
| Iffendic                 | 35133      | Iffendicois   | 73,66            | 4 603 (2022)                      | 62                 |
| La Nouaye                | 35203      | Lanoysiens    | 2,77             | 357 (2022)                        | 129                |
| Pleumeleuc               | 35227      | Pleumeleucois | 19,51            | 3 535 (2022)                      | 181                |
| Saint-Gonlay             | 35277      | Gonlaysiens   | 9,26             | 381 (2022)                        | 41                 |
| Talensac                 | 35331      | Talensacois   | 21,52            | 2 530 (2022)                      | 118                |

### Démographie
| 1968   | 1975   | 1982   | 1990   | 1999   | 2010   | 2015   | 2021   |
| ------ | ------ | ------ | ------ | ------ | ------ | ------ | ------ |
| 10 368 | 11 789 | 16 065 | 17 576 | 19 411 | 24 060 | 25 111 | 26 271 |

### Voies de communication et transports
Le territoire est encadré par deux axes routiers importants, la RN 12 au nord qui relie Rennes à Saint-Brieuc et la RN 24 au sud qui relie Rennes à Lorient. Il est aussi desservi par le réseau SNCF sur les communes de Montfort-sur-Meu et Breteil.

## Administration

### Siège
Le siège de la communauté de communes est à Montfort-sur-Meu, 4 place du Tribunal.

### Tendances politiques
| Commune          | Maire              | Étiquette | Étiquette |
| ---------------- | ------------------ | --------- | --------- |
| Bédée            | Joseph Thébault    |           | DVD       |
| Breteil          | Isabelle Ozoux     |           | UDI       |
| Iffendic         | Christophe Martins |           | PRG       |
| Montfort-sur-Meu | Fabrice Dalino     |           | UDB       |
| La Nouaye        | Fabienne Bondon    |           | DVD       |
| Pleumeleuc       | Anne-Sophie Patru  |           | DVD       |
| Saint-Gonlay     | Loïc Boisgerault   |           | DVG       |
| Talensac         | Bruno Duteil       |           | DVG       |

### Conseil communautaire
Les 32 conseillers titulaires sont ainsi répartis selon le droit commun comme suit : 
| Nombre de délégués | Communes                |
| ------------------ | ----------------------- |
| 8                  | Montfort-sur-Meu        |
| 6                  | Iffendic                |
| 5                  | Bédée                   |
| 4                  | Breteil, Pleumeleuc     |
| 3                  | Talensac                |
| 1                  | La Nouaye, Saint-Gonlay |

### Élus
La communauté de communes est administrée par son conseil communautaire constitué en 2020 de 32 conseillers communautaires, qui sont des conseillers municipaux représentant chacune des communes membres.
À la suite des élections municipales de 2020 en Ille-et-Vilaine, le conseil communautaire du 10 juillet 2020 a réélu son président, Christophe Martins, maire d'Iffendic, ainsi que ses 9 vice-présidents.
Le bureau est remanié le 23 septembre 2021 à la suite du décès d'Armand Bohuon, maire de Talensac, et depuis cette date, la liste des vice-présidents est la suivante : 
|     | Attributions                                    | Identité            | Qualité                                   |
| --- | ----------------------------------------------- | ------------------- | ----------------------------------------- |
| 1re | Action culturelle et citoyenneté                | Marcelle Le Guellec | 1re adjointe au maire de Montfort-sur-Meu |
| 2e  | Animation sportive et éducative                 | Joseph Thébault     | Maire de Bédée                            |
| 3e  | Cadre de vie                                    | Chrystèle Bertrand  | 1re adjointe au maire d'Iffendic          |
| 4e  | Économie du territoire                          | Fabrice Dalino      | Maire de Montfort-sur-Meu                 |
| 5e  | Ressources communautaires                       | Anne-Sophie Patru   | Maire de Pleumeleuc                       |
| 6e  | Patrimoine remarquable et tourisme durable      | Bruno Duteil        | Maire de Talensac                         |
| 7e  | Solidarité et petite enfance                    | Isabelle Ozoux      | Maire de Breteil                          |
| 8e  | Patrimoine communautaire et numérique           | Loïc Boisgerault    | Maire de Saint-Gonlay                     |
| 9e  | Développement durable et transition énergétique | Fabienne Bondon     | Maire de La Nouaye                        |

Il compte par ailleurs trois conseillers délégués :
|  | Attributions                          | Identité        | Qualité                                            |
|  | ------------------------------------- | --------------- | -------------------------------------------------- |
|  | Cycle de l'eau                        | Jean Ronsin     | Secrétaire, conseiller municipal de Bédée          |
|  | Égalité des chances                   | Éric Leclerc    | Secrétaire adjoint, 3e adjoint au maire de Breteil |
|  | Bien vieillir sur Montfort Communauté | Régine Lefeuvre | 1re adjointe au maire de Bédée                     |

Ensemble, ils forment le bureau communautaire pour la période 2020-2026.

### Liste des présidents
| Période    | Période    | Identité           | Étiquette | Qualité                                          |
| ---------- | ---------- | ------------------ | --------- | ------------------------------------------------ |
| 1993       | avril 2001 | Bernard Paviot     | DVD       | Adjoint au maire de Montfort-sur-Meu (1983-2001) |
| avril 2001 | avril 2014 | Joseph Le Lez      | DVG       | Maire de Breteil (1983-2020)                     |
| avril 2014 | En cours   | Christophe Martins | PRG       | Maire d'Iffendic (depuis 2006)                   |

### Compétences
L'intercommunalité exerce les compétences qui lui ont été transférées par les communes membres, dans les conditions définies par le code général des collectivités territoriales.

#### Tourisme
- Depuis 2006, les huit communes qui composent Montfort Communauté lui ont délégué leur compétence tourisme. Montfort Communauté a pris la décision de créer un office de tourisme intercommunal. Celui-ci existe officiellement depuis le 14 décembre 2006 et a ouvert ses portes au public au printemps 2007. Il est créé sous la forme d'une régie intercommunale et fonctionne avec un conseil d'exploitation de 23 membres (12 élus communautaires et 11 représentants des professionnels du tourisme).
- Un premier schéma de développement touristique pour la période 2007-2010 a été mis en œuvre par l'office de tourisme. Le deuxième schéma de développement touristique du pays de Montfort en Brocéliande, qui couvre la période 2011-2014, a été validé par le conseil communautaire de Montfort Communauté le 16 décembre 2010.

### Régime fiscal et budget
La communauté de communes est un établissement public de coopération intercommunale à fiscalité propre.
Afin de financer l'exercice de ses compétences, l'intercommunalité perçoit la fiscalité professionnelle unique (FPU) – qui a succédé à la taxe professionnelle unique (TPU) – et assure une péréquation de ressources entre les communes résidentielles et celles dotées de zones d'activité.